# Melani Adamić-Golić
Melani Adamić-Golić (Zaprešić, 13. srpnja 1997.) hrvatska je taekwondoašica, europska prvakinja u kategoriji preko 73 kilograma.

## Životopis
Rođena je 13. srpnja 1997. u Zaprešiću, gdje prve športske korake započela u Taekwondo klubu »Zaprešić«.
Kao kadetkinja bila je europska doprvakinja 2011. u Tbilisiju (kategorija preko 59 kilograma), a na Svjetskim juniorskim prvenstvima redovito se plasirala između 5. i 8. mjesta. Prvi otvoreni seniorski turnir osvojila je 2013. u Trelleborgu. Nakon toga zlatna odličja osvajala je na otvorenim prvenstvu Belgije 2014. u Lommelu i otvorenom prvenstvu Sofije 2017., uoči samog europskog prvenstva u istome gradu.
Nakon uvjerljivih pobjeda u osmini završnice (Ruskinja Muzička 7:3) i četvrtzavršnici (Bugarka Popova 12:0), poluzavršnicu Europskog prvenstva u Sofiji prošla je na zlatni bod protiv Njemice Brandl. U završnici je premoćno pobijedila Ruskinju Marinu Klimko sa 7:1. Nakon europskog zlata, nastupila je na Univerzijadi u tajvanskom Taipeiju, gdje je osvojila brončano odličje u kategoriji preko 73 kilograma.